# Штрумпфови 2
Штрумпфови 2 (енгл. The Smurfs 2) америчка је 3Д играна/рачунарски-анимирана филмска комедија из 2013. године базирана на истоименом серијалу стрипова створеном од стране белгијског цртача стрипова Пеје. Наставак је филма Штрумпфови. Режирао га је Раџа Гознел, а главне улоге у филму тумачили су Ханк Азарија, Нил Патрик Харис и Џејма Мејс, док је глас позајмила Кејти Пери. Ово је други играно-анимирани филм снимљен у продукцији Sony Pictures Animation-а, као и други филм из играно-анимираног филма о Штрумпфовима. Филм прати Неваљале, квази штрумфове које прави Гаргамел са циљем да их искористи како би остварио свој злобан план.

## Радња
Гаргамел схвата да ће му поред Неваљалца, које је направио како би остварио свој циљ, бити потребан и један прави Штрумф, односно, потребна му је Штрумфета која једина зна како да претвори Неваљале у праве Штрумфове. Гаргамел је отима и одводи у Париз, где је као светски чаробњак задобио поверење милиона људи. Велики Штрумф, Трапа, Мргуд и Лицко се морају вратити у Париз, где ће се опет удружити са својим пријатељима Патриком и Грејси Винслоуом како би спасили Штрумфету.

## Улоге
| Лик             | Глумац           | Српски глас         |
| --------------- | ---------------- | ------------------- |
| Велики Штрумпф  | Џонатан Винтерс  | Слободан Нинковић   |
| Небојша         | Алан Каминг      | Марко Марковић      |
| Штрумпфета      | Кејти Пери       | Мина Лазаревић      |
| Кефало          | Фред Армисен     | Милан Антонић       |
| Мргуд           | Џорџ Лопез       | Никола Булатовић    |
| Трапа           | Антон Јелчин     | Слободан Стефановић |
| Лицко           | Џон Оливер       | Милан Тубић         |
| Гаргамел        | Ханк Азарија     | Драган Вујић        |
| Векси           | Кристина Ричи    | Сека Алексић        |
| Хакус           | Џеј Би Смув      |                     |
| Патрик Винслоу  | Нил Патрик Харис | Небојша Миловановић |
| Грејс Винслоу   | Џејма Мејс       | Јадранка Пејановић  |
| Виктор Дојл     | Брендан Глисон   |                     |
| Штрумпф наратор | Том Кејн         | Дејан Ђуровић       |

## Емитовање
Сони пикчерс анимејшон најавио је наставак Штрумпфова 9. августа 2011. године, који ће бити објављен 2. августа 2013. године, а који је касније померен за 31. јули 2013. (две године и два дана након изласка његовог претходника). Снимање је одржано у Монтреалу. Филм је, такође, обележио последњу улогу Џонатана Винтерса, који је умро 11. априла 2013. (до тада је завршио рад на овом филму).
Филм је премијерно објављен у Сједињеним Америчким Државама 31. јула 2013.

### Медији у Сједињеним Америчким Државама
Штрумпфови 2 објављени су на ДВД-у, Блу-реј диску и Блу-реј 3Д 3. децембра 2013. На Ултра ХД Блу-реј објављен је 1. марта 2016.

## Критика
Ротен томејтоуз је на основу 94 критике оценио филм са просечном оценом четири од десет; што га чини другим филмом са најнижом оценом икад произведеним од Сони пикчерс анимејшон. Био је шеснаести на листи најмање гледаних филмова 2013. Метакритик је на основу 30 критика оценио филм са просечном оценом 34 од 100, што указује на углавном негативне критике. CinemaScore оценио је филм са просечном оценом А-. Филм је награђен Златном малином.

## Популарност
Филм је зарадио 71.017.784 долара у Северној Америци, а 276.527.576 долара у другим земљама, са свеукупни износом од 347.545.360 долара. Бокс офис моџо процењује буџет филма на 105 милиона долара, док је компанија Deadline Hollywood известила да је трошак 146 милиона долара. Поред тога, Сони је потрошио 46,3 милиона долара на рекламирање филма у Сједињеним Америчким Државама, а 45,3 милиона долара у другим земљама (без Јапана). Зарађујући 200 милиона долара мање од првог дела, филм није испунио очекивања компаније Сони.
У Северној Америци филм је освојио прво место, првог дана, зарадио је 5,2 милиона долара. Освојио је прво место првог викенда, зарадивши 18,2 милиона долара. Током петодневног викенда зарадио је 27,8 милиона долара.
Изван Северне Америке филм је зарадио 52,5 милиона долара, у 43 земље. У Русији и Латинској Америци имао је више успеха него први део, док је у Европи био недовољно емитован.

## Видео игра
Видео игрицу засновану на филму, под називом Штрумпфови 2, објавио је Убисофт 23. јула 2013. Објављена је за Xbox 360, PlayStation 3 и Wii.